# Cirrochroa tyche
Cirrochroa tyche är en fjärilsart som beskrevs av Felder 1861. Cirrochroa tyche ingår i släktet Cirrochroa och familjen praktfjärilar. Inga underarter finns listade i Catalogue of Life.

## Bildgalleri

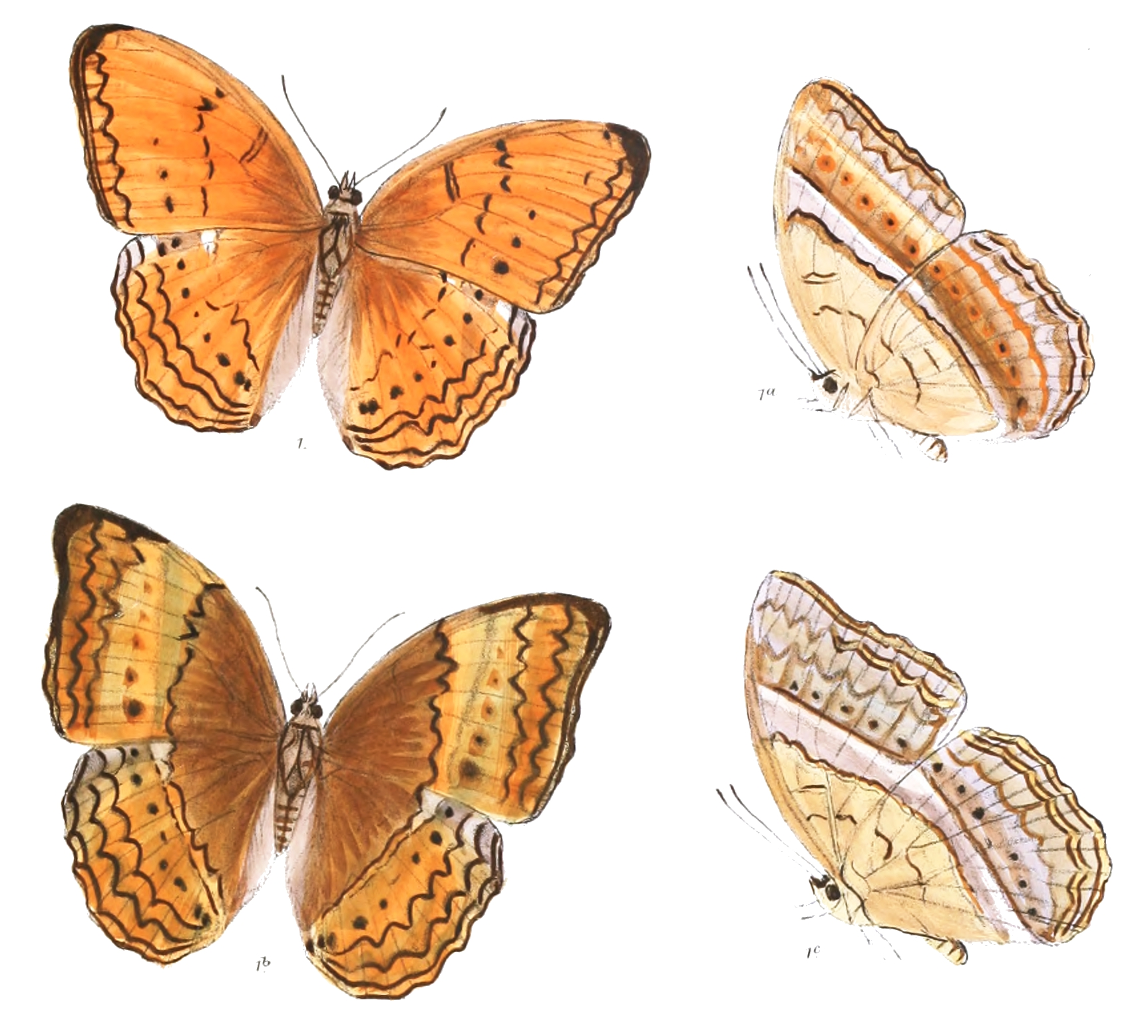
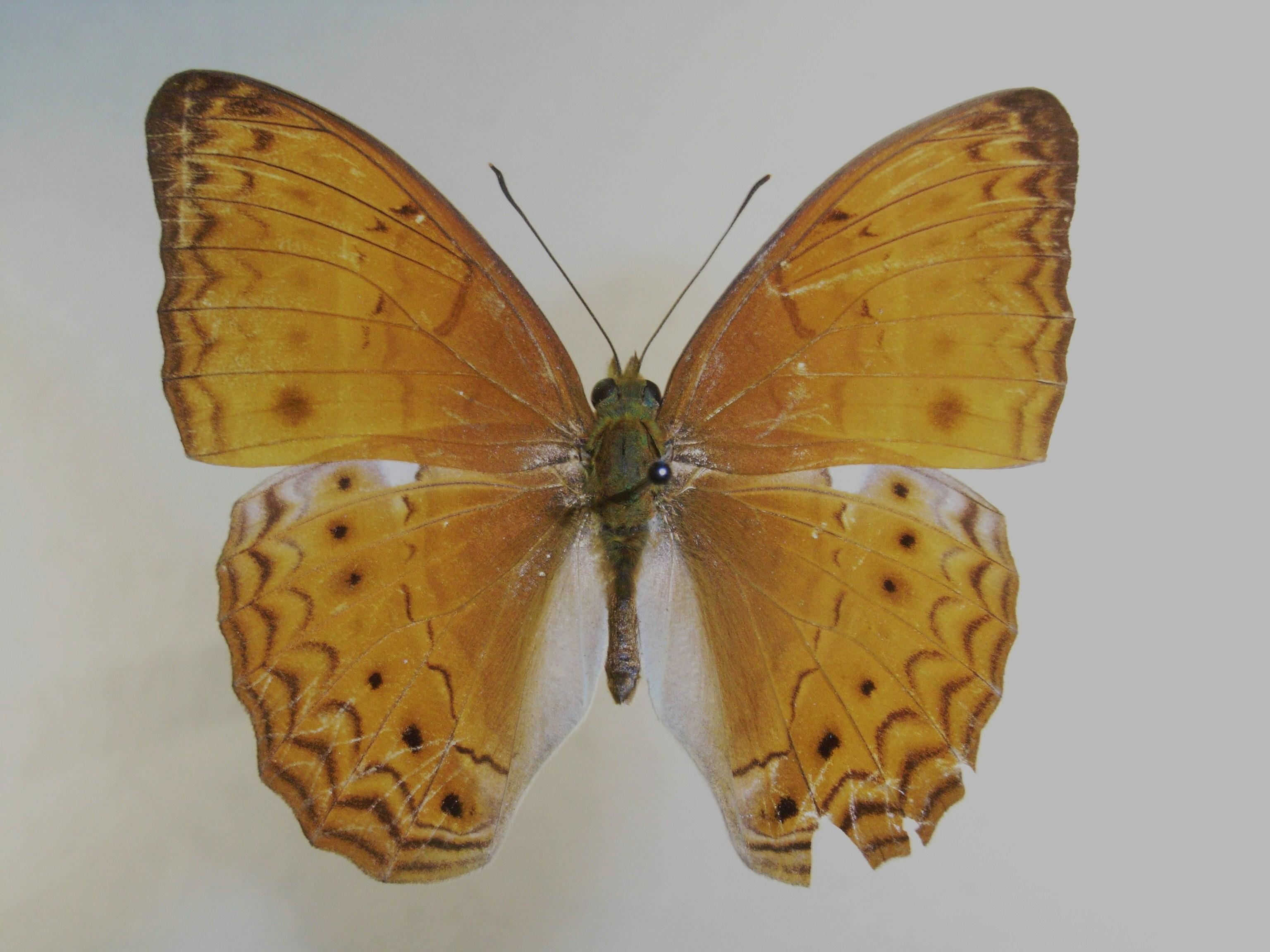
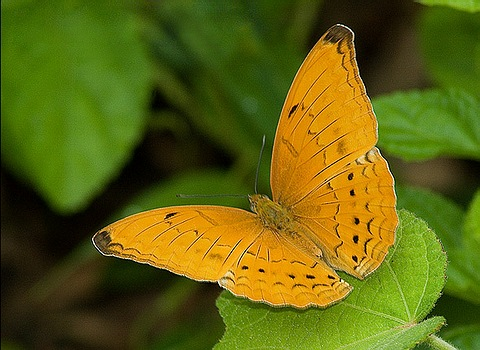
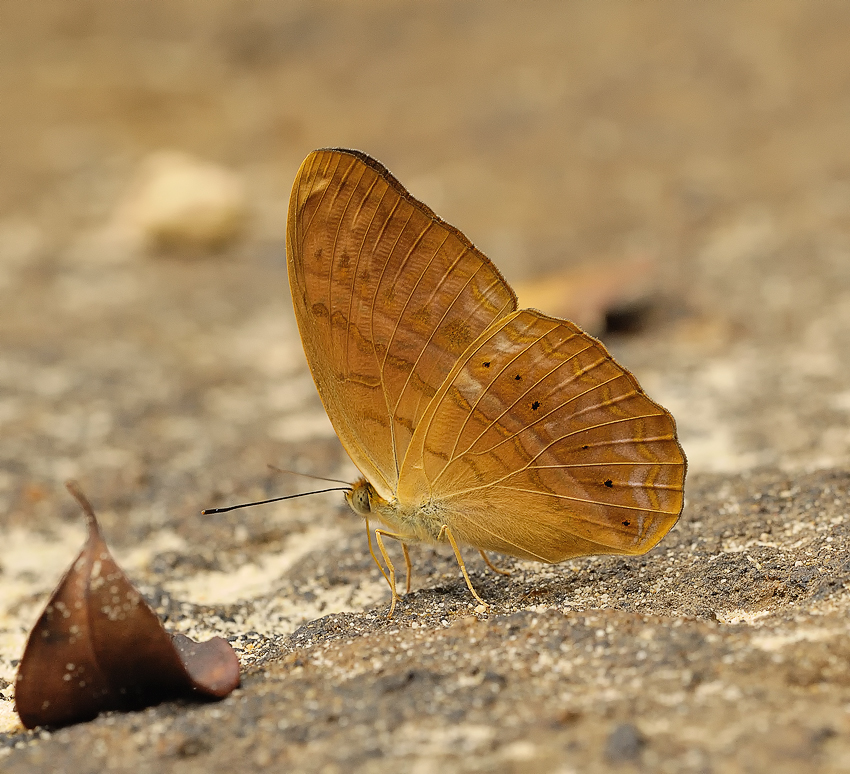